# Transa i Transylvanien
Transa i Transylvanien är en 7" vinylsingel med The Kristet Utseende. Den utgavs 1996.

## Låtlista
1. Count Dynamo Beirut
2. Transa i Transylvanien
3. Duschring
4. Pang på pungen i Portugal